# 巴羅河 (衣索比亞)
巴羅河（Baro River）是埃塞俄比亞西南部的河流，也是埃塞俄比亞和南蘇丹的部分邊界，從發源地埃塞俄比亞高地向西流經306公里（190英哩），流入皮博爾河。
巴羅河和其支流的流域面積41,400平方公里（16,000平方英哩），河口每年平均流量是每秒241立方米（每秒,8,510立方呎）。